# Shil Pata

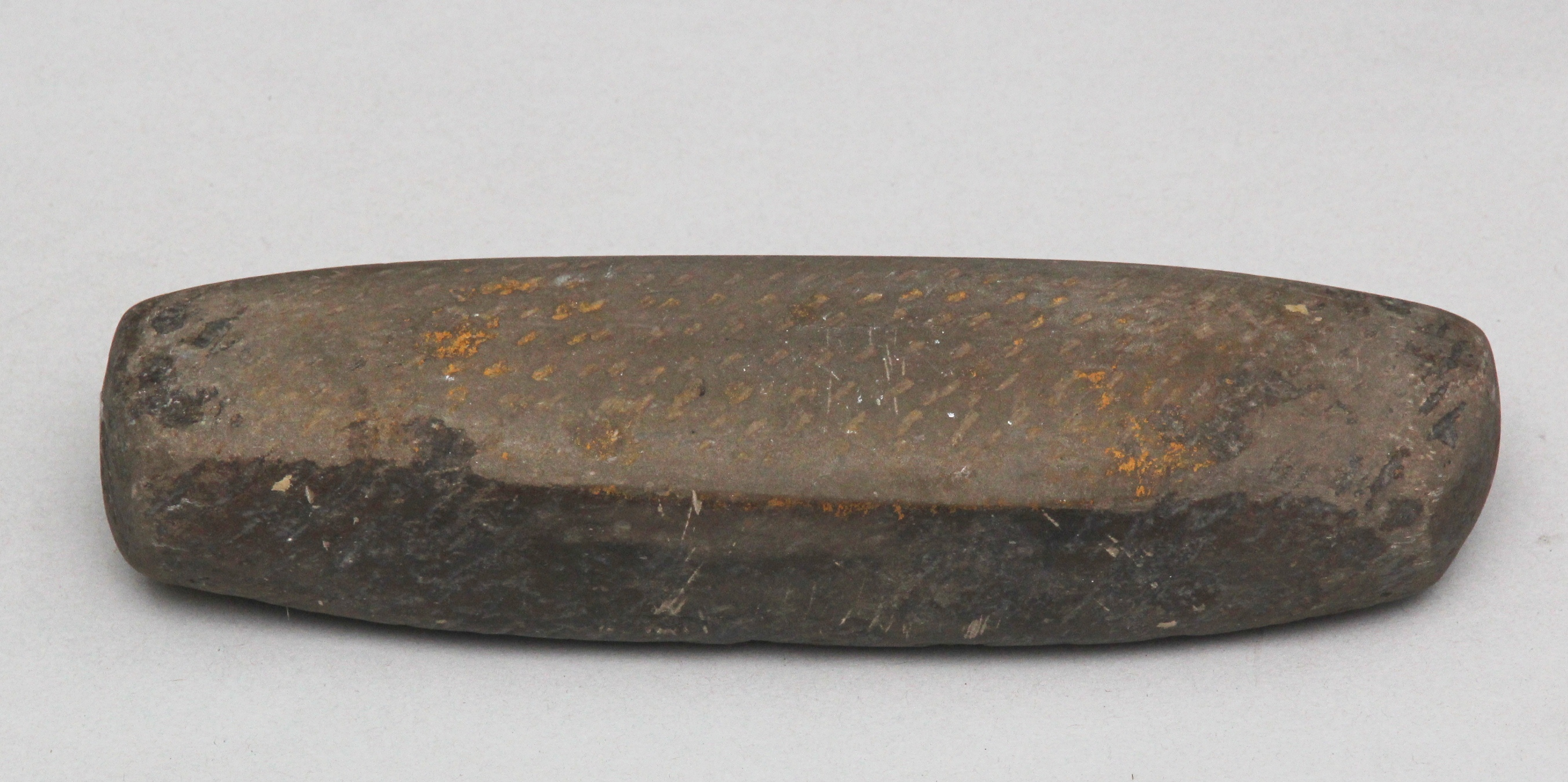
Shil-Patar Shil

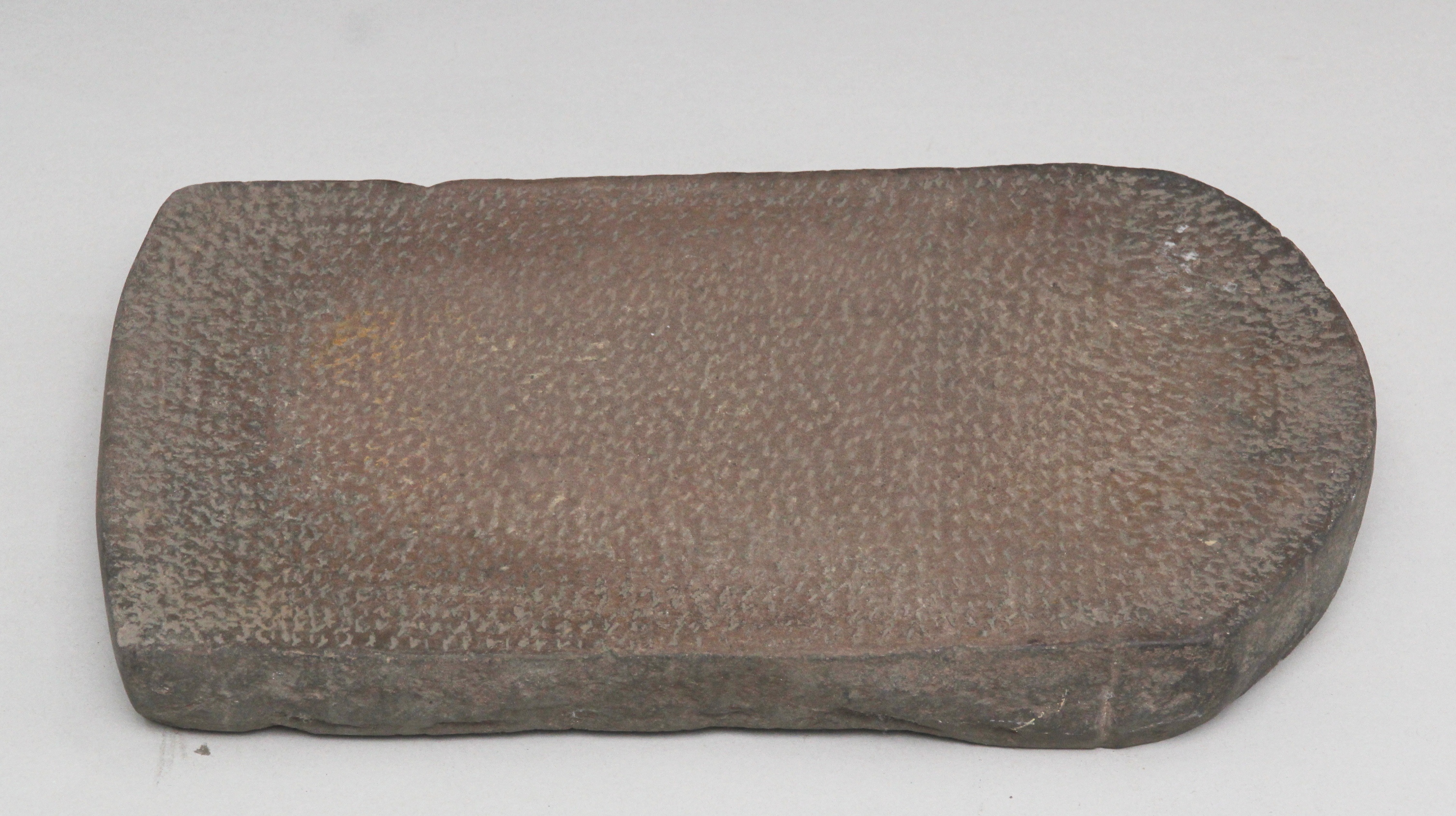
Shil-Patar Patta

Shil pata  es un conjunto de dos piedras que se utiliza principalmente para moler especias en la cocina, es un implemento muy popular de la cocina de Bangladés. La pata es una gran pieza plana de piedra sobre la que un shill, una pieza cilíndrica de piedra se usa para golpear, aplastar, arrastrar, hasta que todo lo que antes era sólido pierde su forma. 
Entre las especias que se muelen usando el shil pata se cuentan: comino, cúrcuma, pimiento, pimienta, sal, panch foron (mezcla de 5 especies), kalonji, fenogreco, canela, semillas de mostaza, jengibre, amchoor, ajwain, semillas de apio, almendra, cardamomo, semilla de coriandro, tamarindo, nuez moscada, hoja de curry, semilla de ajenúz, azafrán, semillas de amapola, ajo, clavo de olor y semilla de sésamo entre otras.